# Jlin

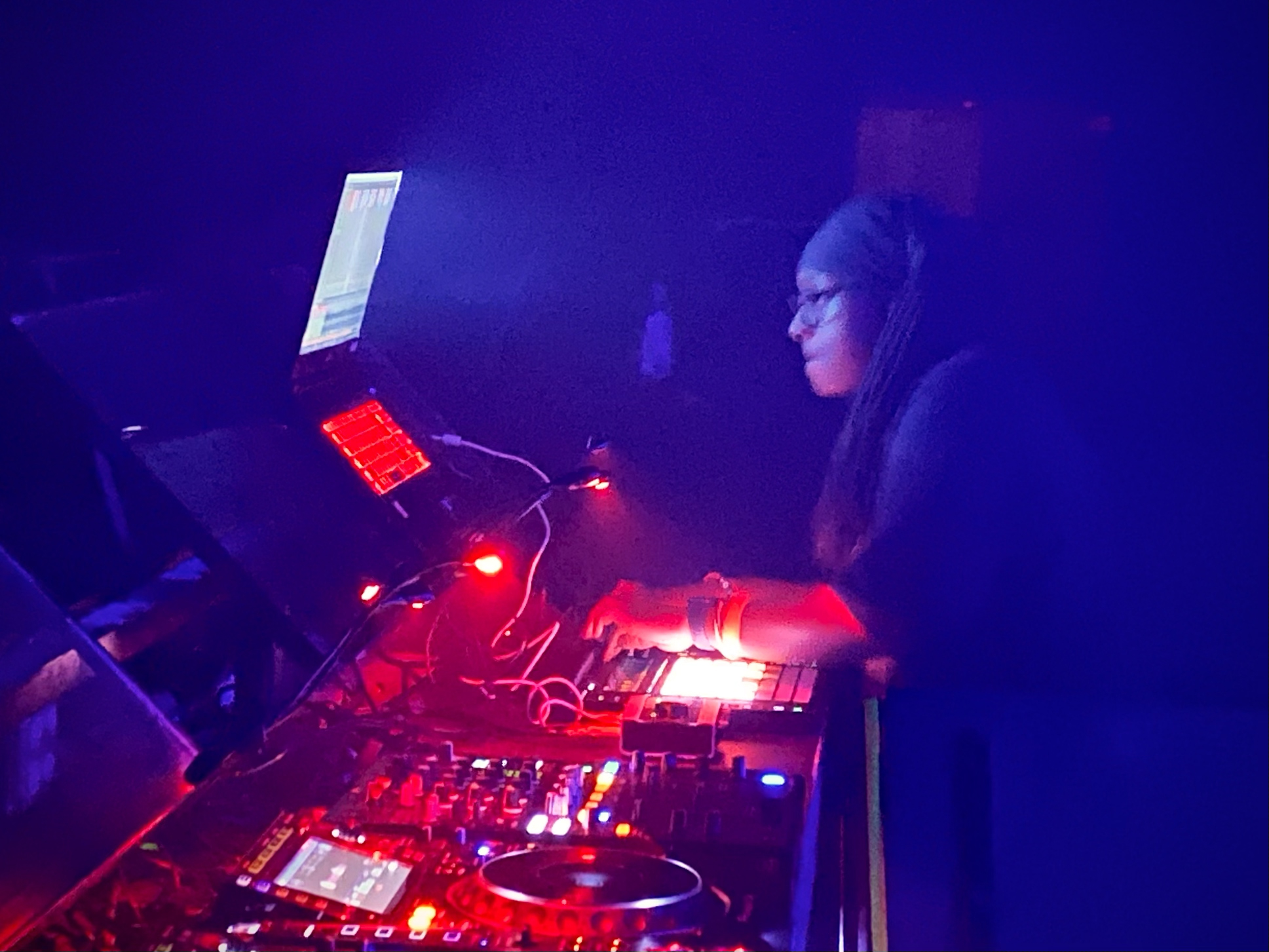
Jlin bei einem Auftritt in Brooklyn (2021)

Jlin (bürgerlich Jerrilynn Patton, * 30. Juli 1987 in Gary (Indiana)) ist eine US-amerikanische Komponistin und Produzentin aus dem Bereich der elektronischen Musik.

## Werdegang
Jlin wuchs in Gary im US-Bundesstaat Indiana im Ballungsraum Chicago auf. In ihrer Studienzeit in den späten 2000er und frühen 2010er Jahren, während derer sie in der Stahlindustrie arbeitete, begann sie mit der Produktion elektronischer Musik. 2015 veröffentlichte sie ihr Debütalbum Dark Energy auf dem von Mike Paradinas gegründeten Label Planet Mu. Es wurde von der britischen Zeitschrift The Wire zum besten Album des Jahres ausgezeichnet, und die Online-Musikzeitschrift Pitchfork Media bezeichnete das Album als herausragendes Beispiel für zeitgenössische Intelligent Dance Music in der Tradition von Musikern wie Aphex Twin.
2017 folgte das Nachfolgealbum Black Origami, das in mehrere Jahresbestenlisten englischsprachiger Musikzeitschriften aufgenommen wurde. Im Jahr 2022 veröffentlichte Patton die Komposition Perspective mit der Musikgruppe Third Coast Percussion, die 2023 zu den Finalisten des Pulitzer-Preises für Musik gehörte. 2024 folgte ihr nächstes Album Akoma, an dem das Kronos Quartet und Philip Glass mitwirkten.

## Musikstil
Jlins Kompositionen sind vorwiegend rhythmisch komplexe, tanzbare elektronische Musik. Sie vereint Einflüsse der IDM, der zeitgenössischen klassischen Musik und bei den Beats des Footwork, einem in den 1990er Jahren in Chicago entstandenen elektronischen Musikstil.

## Diskografie

### Alben
- Dark Energy, 2015
- Black Origami, 2017
- Autobiography, 2018
- Akoma, 2024

### EPs
- Free Fall, 2015
- Dark Lotus, 2017
- Embryo, 2021
- Perspective, 2023